# أشوليا
أشوليا  هي ضاحية قرب دكا عاصمة بنغلادش، وتقع بالقرب منها منطقتا سافار وتونجي، وهي محطة سياحية شهيرة لوفرة المناظر الطبيعية فيها. يوجد في أشوليا منتزهان رئيسيان هما مملكة الأحلام ومنتزة نادان. كما أنشئت منطقة سياسية في دكا في السنوات الأخيرة وتسمى ثانا.[بحاجة لمصدر]

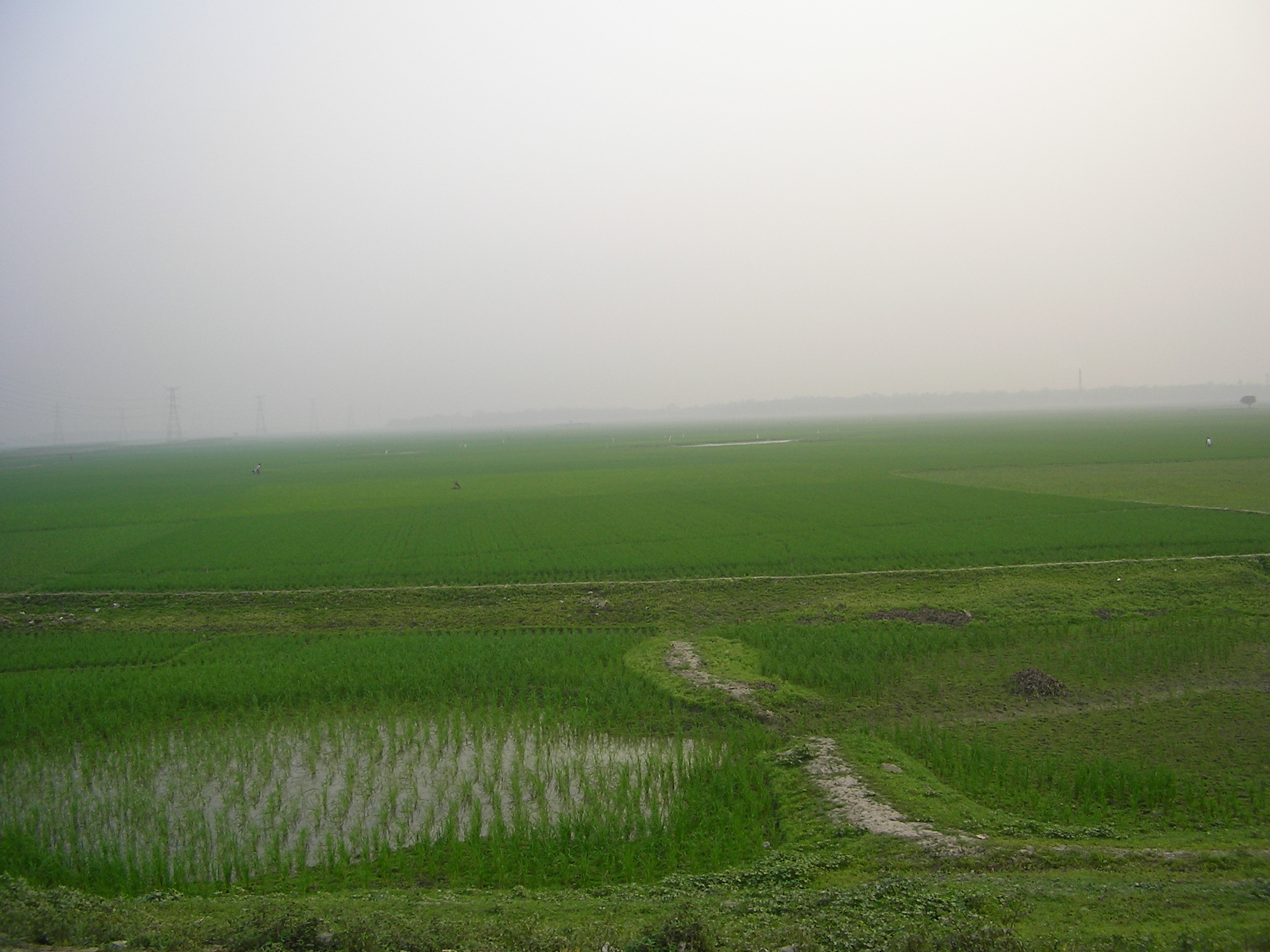
حقل الأرز في أشوليا

أبدى البيئيون والمنظمات غير الحكومية في بنغلادش قلقهم من التمدن السريع في أشوليا وخاصة في سياق مشروع التطوير العقاري الجاري في المنطقة، إن المدينة الأكثر تضررا الآن حول دكا هي أشوليا، فمعظم مناطق أشوليا الآن مملوكة لمصانع الملابس ومطوري الأراضي، وفي السنوات الاخيرة فقدت معظم أراضيها الزراعية بسبب تجارة الطوب.

## أماكن بارزة
- معهد بنغلاديش للتربية الرياضية
- مدرسة وكلية BKSP العامة، سافار، دكا
- منطقة التصدير EPZ دكا
- مملكة الخيال، أشوليا، دكا
- منتزه ناندان، باراريبارا، أشوليا، دكا
- منطقة سافار السكنية لضباط الجيش
- معسكر سافار العسكري
- بحيرة أشوليا
- النصب التذكاري الوطني للشهداء
- منطقة بيبايل باشوندارا السكنية
- سينما تشاندريما
- قاعة سافار سينا
- قرية بالي فود الغذائية
- مجمع بيكسيمكو الصناعي
- مجمع بيكسيمكو لصناعة معدات الوقاية الشخصية (PPE)
- مشروع إسكان أساتذة جامعة دكا
- إذاعة بنغلاديش
- شركة والتون للصناعات عالية التقنية